# Marcus Petronius Fortunatus
Marcus Petronius Fortunatus war ein im 2. und 3. Jahrhundert n. Chr. lebender Angehöriger der römischen Armee. Durch eine unvollständig erhaltene Inschrift, die bei Cillium, dem heutigen Kasserine, gefunden wurde, sind einzelne Stationen seiner militärischen Laufbahn bekannt, die sich über einen Zeitraum von 50 Jahren erstreckte.
Fortunatus stammte vermutlich aus der Provinz Africa, möglicherweise aus Cillium, wurde wahrscheinlich um 154/155 geboren und trat um 172/175 in die Armee ein; er wurde entweder in die Legio I Italica, die zu dieser Zeit in der Provinz Moesia inferior stationiert war oder in die Legio III Augusta, die ihr Hauptlager in Lambaesis in der Provinz Africa hatte, aufgenommen. In dieser Legion diente er vier Jahre als librarius, Tesserarius, Optio und Signifer, bevor er um 175/178 zum Centurio in seiner Legion oder in einer Legio IV gewählt wurde.
Im Anschluss diente er als Centurio in einer Reihe von Legionen, zunächst entweder in der Legio I Italica oder in der Legio II Italica, die in der Provinz Noricum stationiert war. Danach wurde er um 178/182 in eine Legio VII versetzt, um 182/185 in die Legio I Minervia, die ihr Hauptlager in Bonna in der Provinz Germania inferior hatte, um 185/188 in die Legio X Gemina, die ihr Hauptlager in Vindobona in der Provinz Pannonia superior hatte, um 188/192 in eine Legio II und um 192/195 in die Legio III Augusta in Lambaesis. Während seiner Dienstzeit in der Legio III Augusta heiratete er Claudia Marcia Capitolina, mit der er einen Sohn hatte.
Fortunatus wurde möglicherweise mit einer Abordnung der Legio III Augusta in den Osten des römischen Reiches entsandt, um am Krieg des Septimius Severus (193–211) gegen die Parther teilzunehmen. Um 195/198 wurde er in die Legio III Gallica versetzt, die ihr Hauptlager in Raphaneia in der Provinz Syria hatte. Er nahm entweder mit der Legio III Augusta oder mit der III Gallica um 195 oder 197 am Partherkrieg teil und erhielt für seine Leistungen (ob virtutem in expeditionem Parthicam) militärische Auszeichnungen, darunter waren eine Corona muralis, eine Corona vallaris sowie Torques und Phalerae.
Danach wurde er um 198/202 in die Legio XXX Ulpia Victrix versetzt, die ihr Hauptlager in Vetera in der Provinz Germania inferior hatte, um 202/205 in die Legio VI Victrix, die ihr Hauptlager in Eboracum in der Provinz Britannia inferior hatte, um 205/208 in die Legio III Cyrenaica, die ihr Hauptlager in Bostra in der Provinz Arabia hatte, um 208/211 in die Legio XV Apollinaris, die ihr Hauptlager in Satala in der Provinz Cappadocia hatte, um 211/215 in die Legio II Parthica, die ihr Hauptlager nahe Rom hatte und um 215/218 in die Legio I Adiutrix, die ihr Hauptlager in Brigetio in der Provinz Pannonia inferior hatte. Er wurde um 218/220 ehrenhaft aus der Armee entlassen (Honesta missio) und ließ sich danach in Cillium nieder.
Fortunatus diente in insgesamt 13 (oder 14) Legionen; seine Laufbahn ist ein anschauliches Beispiel für die hohe Mobilität der Centurionen. Das Mausoleum mit der Inschrift ließ er für sich, seine Ehefrau (koniugi karissimae) und seinen mit 35 Jahren verstorbenen Sohn errichten, der 6 Jahre als Centurio in der Legio XXII Primigenia und in der Legio II Augusta gedient hatte. Am Mausoleum ließ er noch eine weitere unvollständig erhaltene Inschrift, anbringen, die ein Gedicht darstellt. Bei der Fertigstellung des Bauwerks war Fortunatus 80 und seine Frau 65 Jahre alt.